# Новопокровка (Сосновский район)
Новопокровка — посёлок в Сосновском районе Тамбовской области России. Входит в состав Ламского сельсовета.

## География
Новопокровка расположено в пределах Окско-Донской равнины, в северо-западной части района, на ручье Волчий. С севера и востока — Поповский сельсовет Староюрьевского района Тамбовской области.
Климат
Новопокровка находится, как и весь район, в умеренном климатическом поясе, и входит в состав континентальной климатической области Восточно-Европейской равнины. В среднем в год выпадает от 350 до 450 мм осадков. Весной, летом и осенью преобладают западные и южные ветра, зимой — северные и северо-восточные. Средняя скорость ветра 4-5 м/с.

## История
Посёлок Ново-Покровка (Углы, Волчковка) основали до 1917 года переселенцы из села Подгорное, ныне Староюрьевского района.
Во время коллективизации в посёлке создаётся колхоз «Приволье». Он в 1950-х годах вошёл в состав колхоза «Победа» (центр — село Христофоровка).
Согласно Закону Тамбовской области от 17 сентября 2004 года № 232-З посёлок включён в состав образованного муниципального образования Ламский сельсовет.

## Население
| 2010 |
| ---- |
| 31   |

В 1926 году в Новопокровке 36 хозяйств, где жили 205 человек (мужчин — 115, женщин — 90).
По спискам сельскохозяйственного налога на 1928-29 гг. насчитывалось 38 хозяйств с населением 233 человека.
По состоянию на 28 января 1957 года — 180 жителей и, кроме того, 38 человек временно отсутствовали.
В 2002 году — 71 человек.
В 2015 году постоянное население посёлка насчитывало 22 человека, в 2017 — 21, в 2018 — 19, в 2019 — 18 (домов — 44).

## Инфраструктура
Личное подсобное хозяйство.

## Транспорт
Просёлочные дороги. С севера проходит железная дорога.